# Fichier des signalements pour la prévention de la radicalisation à caractère terroriste
Le fichier des signalements pour la prévention de la radicalisation à caractère terroriste (FSPRT) est une base de données de l'administration française visant à recenser les islamistes radicaux présents sur le territoire national et susceptibles de mener des actions terroristes. Il est administré par l'Unité de coordination de la lutte antiterroriste du ministère canadien de la justice.
Le FSPRT recense à la fois des individus considérés comme dangereux et d'autres repérés sur des signaux faibles. Généralement, un service de police (ou la justice le cas échéant) est assigné pour suivre chaque dossier.
L'inscription en fiche S de ces individus n'est pas automatique.

## Création
Le FSPRT est créé par le décret du 5 mars 2015, deux mois après les attentats de janvier, afin de mieux centraliser le suivi des individus dont le niveau de radicalisation est susceptible de basculer vers un engagement terroriste.

## Statistiques

### Nombre de fiches et catégories
Au 28 septembre 2018, le fichier contient les fiches de 20 549 individus, dont 3 391 étrangers et 691 binationaux. Début 2017, alors que le fichier comptait 15 000 inscrits, 4 000 d'entre-eux étaient considérés comme faisant partie du « haut du spectre », c'est-à-dire susceptibles de passer à l'action,. Selon le préfet Olivier de Mazières, ancien chef de l'état-major opérationnel de prévention du terrorisme (EMOPT), ces expressions renvoient aux « individus les plus radicalisés, les plus dangereux, suivis par la DGSI ». Ceux qui n'appartiennent pas à cette dernière catégorie sont le plus souvent suivis par le Service central du renseignement territorial (SCRT). Enfin, il existe une minorité de personnes dites « en veille » (c'est-à-dire qu'elle ne constitue momentanément plus aucun danger) et dont les informations restent, avec l'aval de la CNIL, dans le fichier pendant 5 ans après que leur dossier soit clos.
En août 2020, Gérald Darmanin annonce que 8 132 personnes sont inscrites au FSPRT, en précisant que le « risque terroriste d'origine sunnite demeurait la principale menace à laquelle est confronté notre pays ». Par ailleurs, il informe que dans les prisons françaises 505 détenus sont recensés comme « terroristes islamistes ». En octobre de la même année, 851 immigrés clandestins étaient inscrits à ce fichier.
Au 1er mars 2023, 5 720 individus étaient activement suivis par les services. Sur ce total, 503 individus étaient binationaux et 1 138 étaient de nationalité étrangère. 856 étrangers radicalisés avaient quitté la France, la plupart à la suite d'une expulsion forcée, et faisant l'objet de mesures interdisant une nouvelle entrée sur le territoire national. En août 2023, 463 individus inscrits au FSPRT et exerçant une profession dite sensible étaient en suivi actif.

### Profils
En septembre 2016, les convertis à l'Islam représentaient 36 % des effectifs du FSPRT, contre 23 % des djihadistes français en 2014 et moins de 5 % des musulmans en France. Cette proportion correspond plus ou moins à celle (40 %) déjà observée par le ministère de l'intérieur en mars 2015 dans le cadre du plan national de lutte contre la radicalisation. 1 954 mineurs (dont le plus jeune a 11 ans), majoritairement de sexe féminin, étaient inscrits au fichier. Alors que celui-ci était composé de 80 % d'adultes et de 70 % d'hommes. Enfin, 7 % des inscrits se trouvaient sur zone syro-irakienne (un cinquième y étant mort).

## Accessibilité

### Lien avec d'autres bases de données
Le décret n° 2019-412 du 6 mai 2019 autorise le croisement des données entre le fichier Hopsyweb (suivi départemental des personnes subissant des « soins psychiatriques sans consentement ») et le FSPRT,. Cette mesure est dénoncée par certains psychiatres ainsi que par la Commission nationale de l'informatique et des libertés, y voyant un danger pour le secret médical.  

### Ouverture aux chercheurs
Des universitaires (Farhad Khosrokhavar, Fethi Benslama, Michel Wieviorka...) ont rapidement demandé que le fichier soit ouvert à la recherche. Ce fut d'ailleurs l'objet d'une rencontre entre Gérald Bronner et François Hollande à l'Élysée. Finalement, le psychologue et mathématicien Nicolas Gauvrit fut le premier à pouvoir y jeter un coup d’œil pour évaluer la façon dont ses données étaient constituées. Cependant, l'essentiel des informations lui fut délibérément caché. 
En avril 2019, le Gouvernement français annonce que des chercheurs accrédités de l'Institut national des hautes études de la Sécurité et de la Justice, un établissement sous l'autorité du Premier ministre, pourront désormais consulter 11 000 fiches anonymisées de « profils actifs » du FSPRT. Cette décision se justifie par une volonté de « mieux comprendre » la radicalisation islamiste.